# Ісаченко Анатолій Михайлович
Анато́лій Миха́йлович Іса́ченко (біл. Анатоль Міхайлавіч Ісачэнка, нар. 15 березня 1966, с. Кузнець, Клинцівський район, Брянська область, РРФСР, СРСР) — білоруський державний діяч, з 2014 по 2016 — голова Могильовської обласної Ради депутатів, з 2017 по 2019 — голова Мінського облвиконкому, заступник голови Ради Республіки Національних зборів Республіки Білорусь (з 06.12.2019 року). Помічник Президента Республіки Білорусь по Мінській області.

## Біографія
Народився 15 березня 1966 року в селі Кузнець Клинцівського району Брянської області.
У 1988 році закінчив Білоруську сільськогосподарську академію, в 2005 році — Академію управління при Президентові Республіки Білорусь.
Трудову діяльність розпочав старшим інженером колгоспу «Савєтская Бєлорусія» в Горецькому районі Могильовської області.
Займав різні керівні посади, з 2000 року — голова колгоспу «Городець» Шкловського району
У 2002—2004 роках — заступник, перший заступник голови Шкловського райвиконкому, в 2004—2008 роках — голова Кіровського райвиконкому, а з 2008 по 2014 рік був заступником голови Могильовського облвиконкому по сільському господарству.
У 2014—2016 роках — голова Могильовської обласної Ради депутатів.
16 грудня 2016 року був призначений помічником Президента Республіки Білорусь по Мінській області.
З 4 липня 2017 року — голова Мінського обласного виконавчого комітету.
Був відставлений з посади 29 листопада 2019 року і незабаром призначений Президентом до складу Ради Республіки 7-го скликання і 8 грудня 2019 року був обраний заступником голови Ради Республіки.